# Dave Hause
Dave Hause (né le 12 mars 1978 à Philadelphie, Pennsylvanie) est un auteur-interprète américain.

## Biographie

### Enfance et débuts
Dans la maison familiale, Dave a grandi en écoutant de la musique de Bob Dylan, The Beatles et Bruce Springsteen. À l'âge de huit ans, un oncle a emmené Dave à un concert de son premier groupe préféré, The Hooters, ce qui a très tôt éveillé chez lui une passion pour la musique live. Adolescent, Dave est influencé par le heavy metal et le punk de groupes comme Aerosmith, Iron Maiden, Metallica, Misfits et The Clash. Encore adolescent, Dave Hause commence sa carrière d'abord comme guitariste, puis comme chanteur et leader dans divers groupes de punk hardcore et punk rock à Philadelphie.
Dans les années 1990, Dave Hause était le guitariste d'un groupe de punk hardcore appelé Step Ahead. Après la dissolution du groupe, Hause (guitare, chant de fond) et Brendan Hill lancent le groupe The Curse. Il a accès à la scène punk au début de la vingtaine en tant que merchandiser pour Kid Dynamite et roadie pour Sick of It All et The Bouncing Souls, ce qui lui a permis de nouer des contacts et d'acquérir de l'expérience. De 2002 à 2004, Hause a été guitariste dans le groupe Paint It Black.
En avril 2004, Dave Hause forme le groupe de punk The Loved Ones, dans lequel il assume pour la première fois, en plus de la guitare, le rôle de chanteur principal et d'auteur-compositeur principal. Le groupe fait des tournées avec The Bouncing Souls et NOFX, entre autres. En 2010, The Loved Ones cesse ses activités, après quoi Dave Hause poursuit sa carrière en tant qu'artiste solo.
Dès 2009, Dave Hause commence à enregistrer son premier album solo intitulé Resolutions,, qui sort en janvier 2011. Le 12 avril 2011, un clip vidéo pour la chanson Time Will Tell est publié. La vidéo est un hommage au court-métrage de Martin Scorsese, Le Grand Rasage (1967). En 2011, Dave Hause fait partie de la tournée Revival Tour, aux côtés de Chuck Ragan, Brian Fallon (The Gaslight Anthem) et Dan Adriano (Alkaline Trio). Cette tournée lui permet de gagner un public de plus en plus nombreux, surtout en Europe, et le conforte dans sa volonté de se concentrer sur sa carrière solo.

### Années 2010–2020
Le 8 octobre 2013, son deuxième album solo Devour sort,. En décembre 2014, la chanson Seasons Greetings From Ferguson est publiée sous la forme de clip lyrique. La chanson aborde le thème de la violence policière contre les Noirs aux États-Unis et fait référence à l'affaire Michael Brown. La chanson est également utilisée plus tard dans une vidéo de la campagne Ferguson Action.
Le troisième album solo de Dave Hause, Bury Me in Philly, sort le 3 février 2017, enregistré et produit à Philadelphie par Eric Bazilian (The Hooters) et William Wittman. Quelques jours avant sa sortie officielle, l'album pouvait déjà être écouté en intégralité sur plusieurs sites internet. Décrit par Rolling Stone comme l'union du punk et de l'americana, cet album — contrairement à Devour — positif et plein d'espoir est essentiellement marqué par un nouvel amour, le déménagement de Philadelphie, en Californie, et la nouvelle collaboration musicale avec le frère de Dave, Tim Hause.
Alors que Dave Hause s'était jusqu'à présent produit seul ou en duo avec son matériel solo, un groupe d'accompagnement est constitué pour la première fois pour la tournée Bury Me in Philly. Avec Tim, le frère de Dave, à la guitare principale, Miles Bentley à la basse, Kevin Conroy à la batterie et Kayleigh Goldsworthy au clavier, Dave Hause and the Mermaid donnent 139 concerts en 2017. Après quelques concerts de sortie d'enregistrement aux États-Unis, la tournée Bury Me in Philly se poursuit en Europe, où le premier concert du groupe est enregistré le 1er mars 2017 à Cologne par la chaîne de télévision WDR pour l'émission Rockpalast.
Après le succès de l'album précédent, Kick, Hause entre à nouveau  en studio pour enregistrer son cinquième album studio, Blood Harmony, qui sort le 22 octobre 2021. Il s'agit du premier album sorti sur le propre label de Hause, Blood Harmony Records, dont son frère et collaborateur, Tim Hause, est copropriétaire. Avant la sortie de l'album, Sandy Sheets, Surfboard, Hanalei, Gary et Carry the Lantern sortent en tant que singles, et un documentaire Making of est publié pour soutenir l'album. En janvier 2022, Hause entamera une tournée de 14 jours en Europe continentale, suivie de six dates au Royaume-Uni et d'une tournée de 15 dates aux États-Unis et au Canada pour promouvoir l'album.

## Discographie

### Albums studio
- 2011 : Resolutions (Xtra Mile Recordings)
- 2013 : Devour (Cargo Records)
- 2017 : Bury Me in Philly (Rise Records)
- 2019 : Kick (Rise Records)
- 2021 : Blood Harmony (Rise Records)

### EP
- 2010 : Melanin (Bantic Media)
- 2010 : Resolutions
- 2012 : Resolutions (Side One Dummy Records)
- 2012 : Heavy Heart (Jade Tree Records)
- 2012 : Pray for Tucson (Bridge 9 Records)
- 2012 : Time Will Tell (Chunksaah Records)
- 2012 : C’mon Kid (Sabot Productions)
- 2013 : C'mon Kid (Xtramile Recordings)
- 2015 : Home Alone (Rise Records)
- 2019 : September Haze (End Hits Records)